# ليالي الصبر (فلم)
ليالي الصبر  فيلم دراما للمخرج أحمد ثروت  عام 1992 عن قصة وسيناريو وحوار إبراهيم عزقلاني. الفيلم من بطولة سيد زيان، سوسن بدر، محمد رضا، هادي الجيار، وتغريد البشبيشي  وتدور الأحداث حول الشاب صابر وحبه لابنة صاحب عمله الذي يرفض زواج ابنته لمستخدم في شركته مما يتسبب في مشاكل لا حصر لها تنتهي نهايات حزينة.
صدر الفيلم إلى دور العرض المصرية في 4 أبريل 1992. وهو من أفلام عيد الفطر 1412 هـ.
منح موقع قاعدة بيانات الأفلام العربية "السينما.كوم" الفيلم درجة 4.9/ 10.

## طاقم التمثيل
سيد زيان: في دور صابر
سوسن بدر: في دور صافي حمدي عبد الحافظ
محمد رضا: في دور حمدي بك عبد الحافظ
هادي الجيار: في دور الدكتور رؤوف
تغريد البشبيشي: في دور صفاء (جارة صابر)
حسين إبراهيم: في دور كمال
حنان شوقي: في دور عبير صابر
مقبولة علم الدين: في دور وداد
مها عزت: في دور حنان
عبد السلام الدهشان: في دور إبراهيم
نصر حماد: في دور هاني شوكت
يوسف عسال: في دور شوكت
علا الشريف: في دور الراقصة
محسن الصباح: في دور المطرب
بالاشتراك مع: زينب عبده – بلال أبو المجد – سيد مصطفى – حسين اكروبات – محمد سعيد عبودة  

## أغاني الفيلم
ألحان الأغاني: أحمد الكحلاوي
كلمات الأغاني: عبد الرحمن سيد الأهل – شوقي صقر
غناء: سيد زيان

## أحداث الفيلم
يكافح صابر (سيد زيان) بعد موت والده لرعاية شقيقاته الأربعة ويبذل جهدا حتى تمكن من تزويجهن جميعا، وحينما تفرغ لنفسه كان خالي الوفاض. يعمل صابر بشركة حمدي عبد الحافظ (محمد رضا)، أحد الأغنياء العصاميين، وهو على علاقة بابنته صافي (سوسن بدر) وقد اتفقا على الزواج إذا وافق والدها. بينما جارته الفقيرة، صفاء (تغريد البشبيشي) تحبه في صمت وتشجعها شقيقتها وداد (مقبولة علم الدين) على التقرب منه بتقديم الطعام له. يطلب حمدي من صابر أن يصطحب ابنته صافي إلى الإسماعيلية لإنهاء بعض أعمال الشركة ويقوم هو بدور الحارس الشخصي لها ويجمعهم فراش واحد، وفي الصباح يعدها بالزواج لو وافق والدها. تكتشف صافي، عند العودة للقاهرة، أن والدها جهز لها زوج المستقبل، هاني (نصر حماد) ابن أحد الأغنياء. تقوم صافي بإبلاغ صابر الذي يسارع بطلبها من والدها، كما تصر هي على الزواج من صابر، لكن والدها يصاب بنوبة قلبية، فتوافق على الزواج من العريس الغني. يعود صابر لبيته مكسور الخاطر، وتأتي جارته صفاء بالعشاء فيقوم صابر بإعلان حبه لها ويطلبها للزواج ويتزوجها. تقنع صافي خطيبها بفسخ الخطبة لأنها تحب صابر وهو يحب ابنة عمه، وتخبر صافي لخادمتها عن حملها سفاحا، ويستمع والدها لحديثها ولا يتحمل الصدمة، ويسقط صريعا. يحضر صابر لتقديم واجب العزاء وتخبره صافي بحملها فيتزوجها، وعندما تشاهد زوجته الأولى صفاء عقد الزواج تسقط مغشيا عليها، وهي المريضة بداء القلب. يتم نقل صفاء للمستشفى لإجراء جراحة قيصرية لتلد قبل ميعادها، وتموت بغرفة العمليات بعد أن تضع طفلة، وفى نفس الوقت تنقل صافي إلى نفس المستشفى لتضع مولودتها، ويقوم صابر بضم الطفلتين لحضن زوجته صافي بعد أن أطلق عليهن أسمي عبير وحنان، ويرفض أن يفصح لصافي عن ابنتها. تشب حنان (مها عزت) وكذلك عبير (حنان شوقي) وتنشأ صداقة بين كل من حنان وعبير مع الدكتور رؤوف (هادي الجيار)، طبيب القلب، الذي يحب عبير وتبادله الحب، بينما يحب كمال (حسين إبراهيم) حنان، ولكنها لا تشجعه. تصاب حنان بنوبة قلبية وتقع في حب معالجها الدكتور رؤوف، وهنا تضحي عبير بحبها لرؤوف من اجل اختها حنان، ويضطر رؤوف لمجاراة حنان في حبها، خوفا على قلبها. يقرر رؤوف أن حنان يجب أن تسافر للخارج لإجراء جراحة للقلب، ويسافر صابر للخارج مع ابنته حنان، ليصل للجميع خبر موتها، ولكن يتضح أن الخبر غير صحيح وتعود حنان بقلب جديد قوي.

## وصلات خارجية
- مقالات تستعمل روابط فنية بلا صلة مع ويكي بيانات
- ليالي الصبر على موقع الدهليز
- ليالي الصبر نسخة محفوظة 25 أكتوبر 2021 على موقع واي باك مشين. على موقع كاروهات